# Zeelands Welzijn
Zeelands Welzijn (ZW) is een Nederlandse lokale politieke partij in de gemeente Landerd. Huidig partijleider en fractievoorzitter is Jos Van der Wijst.

## Ontstaan
De partij werd opgericht in de jaren 80 en boekte in 1994 een grote verkiezingswinst in de gemeente Landerd: 3 raadszetels. Dit resultaat werd vier jaar later, in 1998, ook geboekt. In die twee periodes leverde ZW ook een wethouder. Maar in 2002 kwam de partij in de oppositie terecht. Tijdens de gemeenteraadsverkiezingen in 2006 was de uitslag bijzonder spannend. Want het scheelde maar acht stemmen voor een derde zetel. Na een periode waarin ZW - zonder wethouder - onderdeel uitmaakte van een coalitie met de RPP en Progressief Landerd, kon ZW - nadat wethouder Van Delft (PL) ten val was gebracht, zelf weer een wethouder leveren, te weten Jos van der Wijst.
Het lukte de partij echter niet om om, na deze moeilijke periode, voldoende kandidaten te vinden die bereid zijn om voor ZW raadslid te worden. ZW heeft dan ook aangekondigd dat zij niet zullen meedoen aan de verkiezingen van maart 2010.

### Verkiezingsfraude
Op 18 januari 2008 is kandidaat-raadslid Guus te Meerman, nummer drie op de kandidatenlijst van 2006, in 's-Hertogenbosch in hoger beroep veroordeeld tot een voorwaardelijke gevangenisstraf van zes maanden en 240 uur werkstraf, onder meer vanwege de 181 voorkeurstemmen die hij op zichzelf zou hebben uitgebracht. De rechtbank sprak de ZW'er in april 2007 vrij, maar het OM ging toen in beroep.